# Górna Owczarnia
Górna Owczarnia [pronunciación en polaco: /ˈɡurna ɔfˈt͡ʂarɲa/] es un pueblo ubicado en el distrito administrativo de Gmina Opole Lubelskie, dentro del Condado de Opole Lubelskie, Voivodato de Lublin, en Polonia oriental. Se encuentra aproximadamente a 3 kilómetros al sureste de Opole Lubelskie y a 42 kilómetros al oeste de la capital regional Lublin.